# Chacao (Chili)
Pour les articles homonymes, voir Chacao.
Chacao est un village du Chili, situé sur la rive sud du Canal de Chacao séparant l'Île de Chiloé du continent sud-américain.
Le village a été fondé par les espagnols en 1567 sous le nom de San Antonio de Chacao.
La population était de 450 habitants en 2002.
Le Pont de Chiloé, en projet, doit avoir son extrémité à proximité de Chacao.